# 陳奕熙
陳奕熙（1967年—），出生於江蘇省南京市。現任鴻國實業集團有限公司、鴻國國際控股有限公司（港交所：1028）創辦人及董事長。
他畢業於南京師範大學中文系，那時是在1988年。之後分配到中共江苏省委宣传部，再在1995年，和友人創立前身為美麗華鞋業、五月花鞋業的，鴻國實業集團有限公司，他和友人一手創立「千百度」鞋類產品品牌，之後在2003年成功把鞋業在新加坡交易所上市，但已私有化。同年，陳奕熙旗下鴻國集團，創立「南京書城」，集合書店、休閒等地區。
到了2011年9月28日，成功把一手創立的鴻國國際在香港交易所上市。

## 相關連結
- 陈奕熙：打造中国最好的时尚消费品企业 十佳新寧商
- 陈奕熙：千锤百炼始于足下 搜狐 （页面存档备份，存于）